# Lieder Friderika
Lieder Friderika Klára (asszonyneve: Orzovenszky Károlyné) (Nagyszombat, 1829. július 31. – Pest, 1864. február 7.) német származású magyar hárfás.

## Élete
Uhl Jozefa és ifjabb Lieder Frigyes bécsi festőművész házasságából született. Nagyapja, Lieder Frigyes német születésű, de Magyarországon letelepedett portréfestő volt, aki számos német, orosz, osztrák és magyar (Batthyány Lajos, Cziráky Antal, I. Ferenc József, József nádor, Orczy László, Marastoni Jakab stb.) jeles személy portréját festette meg. Keresztapja Karl Ludwig Costenoble német színész és színműíró volt.
1847-ben házasságot kötött Orzovenszky Károly pesti orvossal. Férje azzal tüntette ki magát, hogy az 1848–49-es forradalom és szabadságharc idején a súlyosan megsérült Görgei Artúrt kezelte, rövid ideig fogságban is volt. Később országosan híres sebész és fürdőorvos lett Balatonfüreden, ahol a házaspár a magyar társadalom magasabb köreivel is érintkezett. Eötvös Károly például leírja, hogy amikor életében először és egyben utoljára találkozott Vörösmarty Mihállyal, akkor annak társaságában a „délceg Orzovenszky” is ott volt.
A házaspárnak két gyermeke született. Károly Ferenc Frigyes fiukat 1848. október 24-én keresztelték meg Pesten a belvárosi római katolikus templomban. Malvina Erzsébet Jozefa lányukat pedig 1849. november 24-én ugyanitt. Férjezett neve: Schiffner (esetleg Schiefner). Ifj. Orzovenszky Károly alig félévvel élte túl apját, Pozsonyban hunyt el 1876. december 9-én.
Friderika hosszas betegség után halt meg 1864. február 7-én; 9-én temették el a Kerepesi úti sírkertben. Férjét 1876-ban ugyanitt temették el, közös sírjukat később valószínűleg felszámolták.

## Munkája
Korai férjhezmenetele miatt nem lett hivatásos hárfás. Műkedvelő munkájáról két adat maradt fenn. A Pest-Budai Hangászegyesület 1836-1851 közötti nyilvános hangversenyeinek jegyzéke szerint 1844. november 17-én Elias Parish Alvars „Ábránd és változatok (Hárfa zenekarral)” című művét szólaltatta meg az egyesület tagjaival. Az egyesület egyik karmestere Erkel Ferenc volt.
A Nemzeti Színházban 1860. április 3-án és 4-én szerepelt egy jótékony célú műsorban, amelyet a szűkölködő horvátok megsegítésére és a színházi nyugdíjintézet javára rendeztek. Harmadikként lépett fel az est folyamán, s Parish-Alvars „Ábránd hárfára” című darabját játszotta. A zenekart Erkel Ferenc vezényelte, előtte Jókai Mór szavalt, az esten számos előkelőség szerepelt még. Egy korabeli leírás szerint az arisztokrácia és az egyszerűbb emberek közötti határok a nemzeti és a szociális eszme hatására eltűntek ezen az estén.